# Gladys Rivero
Gladys Rivero de Jimenez (Buena Vista, Ichilo, 5 de mayo de 1922–Santa Cruz de la Sierra, 13 de julio de 2017) fue una maestra boliviana. Publicó setenta y cuatro libros entre textos para niños y también didáctica para maestros al momento de su fallecimiento. Recibió la condecoración del Cóndor de los Andes en su grado de caballero por parte del Estado  Plurinacional de Bolivia en 2014 por sus aportes a la sociedad.

## Biografía
Fue contratada por la UNESCO para crear un método de enseñanza a partir del cual escribió su primer libro Primeras Luces. El método fue denominado eclético y estaba diseñado para enseñar la lectoescritura en cuarenta días. La Escuela Piloto Hugo Dávila fue creada por la UNESCO para la implementación de este método.
El libro Primeras Luces empezó a distribuirse en 1954 a partir de su impresión en imprenta. La Editorial Jiménez se crea en 1986 para la impresión de textos que fueron diseñados por la profesora. Sus libros estaban ilustrados por Jorge Coimbra, ilustrador que también trabajó con Alcira Seifert. Gladys Rivero fallece el 13 de julio de 2017 en Santa Cruz de la Sierra, Bolivia.

## Publicaciones
- Primeras luces (1952-1956)
- Serie Alma del niño para el aprendizaje del primer grado (1971-1975)
- Ensayo sobre alfabetización (1958)

## Reconocimientos
- Cóndor de los Andes en el grado de caballero en 2014.[1]